# Macrojoppa haematodes
Macrojoppa haematodes là một loài tò vò trong họ Ichneumonidae.